# Leptictidium listeri
Leptictidium listeri és una espècie mamífer extint de la família dels pseudorrincociònids. Fou descrit per Jerry J. Hooker l'any 2013 a partir d'un dental esquerre amb dent canina i p1-m3. Se n'han trobat restes fòssils a Alemanya, en estrats de l'Eocè mitjà. Es tracta de l'espècie més petita del gènere després de L. prouti i es diferencia de les altres espècies del gènere pel fet que la P₄ i les molars inferiors tenen el precingúlid molt feble.
L'M1 presenta un solc ben definit entre l'entocònid i l'hipoconúlid, igual que en L. storchi. Hooker també ha assignat a L. listeri l'espècimen GMH.LeoIII-3473-1934, que probablement pertany a l'espècie i té molts ossos trencats però no ensorrats. El paleontòleg ha suggerit escanejar aquest exemplar per obtenir-ne informació morfològica.
L'espècie està dedicada a Adrian Lister, un paleontòleg britànic que, el 1985, fou el primer a adonar-se que L. listeri era una espècie diferent de L. nasutum.